# مقاطعة هازارد (مسرحية)
كاونتي هازارد عمل كوميدي دراما من تأليف أليسون مور، عرض لأول مرة في عام 2005 في مهرجان هومانا للمسرحيات الأمريكية الجديدة. تركز القصة على أم شابة أرملة وزيارة تتلقاها من منتج تلفزيوني كبير في المدينة. تتخللها ذكريات عن بو ولوك وديزي، وتلقي المسرحية نظرة عميقة على ثقافة «غود أول بوي» وتعميمها من خلال وسائل الإعلام الأمريكية.

## الشخصيات
- روث- الأرملة، حوالي 30. أبيض
- كوين -ابن روث، ثمانية
- كوينتين- ابنة روث، ثمانية
- كاميل- ابن عم روث،
- بليك- 30-35 منتج تلفزيوني من لوس أنجلوس

## الخلاصة
(روث)، أرملة شابة طُردت من منزلها مؤخراً. وهي غير قادرة (أو غير راغبة) في الوصول إلى الصندوق الاستئماني الذي أنشئ بعد وفاة زوجها (مايكل). قصة مقتل زوجها خرجت بعد لقائها بليك، منتج من لوس انجليس. يرى بليك هذه القصة التي ستساعده على اقتحام الوقت الكبير -«قصة امرأة شابة، تفعل الشيء الصحيح في ظل ظروف مستحيلة». ومع ذلك، تصبح القصة أقل وضوحًا مع الكشف عن المزيد من المعلومات حول جريمة القتل. المال في الصندوق الإئتماني ربما جاء من جماعات عنصرية بيضاء و (مايكل) كان يحمل العلم الإتّحادي على شاحنته ليلة إطلاق النار عليه وهنا يطرح السؤال: «من هي الحقوق المدنية التي انتهكت أولاً؟»، بينما نتتبع روث وأولادها وبقية الناس في ذاكرتهم المليئة بالقوالب النمطية.

## العرض
هذه المسرحية مبنية على قصة حقيقية. في عام 1995، تم إطلاق النار على مايكل ويسترمان في شاحنته بالقرب من غوثري، كنتاكي. كان، في ذلك الوقت، يرفع علم الكونفدرالية على ظهر شاحنته. في وقت لاحق، أعلن أنه شهيد من قبل أبناء المحاربين الكونفدراليين -"أول رجل يموت تحت العلم في 130 عاما". عندما سئل عن العلم، أجاب مطلق النار "اعتقدت أنه كان مجرد علامة" دوقات هازارد ".